# (13848) Cioffi
(13848) Cioffi (1999 XD75) – planetoida z grupy pasa głównego asteroid okrążająca Słońce w ciągu 3,41 lat w średniej odległości 2,27 j.a. Odkryta 7 grudnia 1999 roku.